# Cyrion
 (septembre 2023).
Si vous disposez d'ouvrages ou d'articles de référence ou si vous connaissez des sites web de qualité traitant du thème abordé ici, merci de compléter l'article en donnant les références utiles à sa vérifiabilité et en les liant à la section « Notes et références ».
Cyrion est un roman de fantasy écrit par Tanith Lee, paru en 1982.

## Résumé
Roilant arrive dans une auberge d'Héruzula, autant pour se désaltérer que pour rechercher une légende vivante, Cyrion. Il s'assoie à une table et demande des informations sur le prénommé Cyrion à toute personne qui serait apte à lui apporter des nouvelles du héros, moyennant boisson.Plusieurs personnes, les unes après les autres, viennent raconter une des aventures du protagoniste mystère, qui dépeint un Cyrion extrêmement doué, connaisseur, maitre du combat, illusionniste, charmeur et fondamentalement bon et humble. Pourtant, il demeure imprévisible et maitre dans l'art du déguisement. Dans l'auberge, au fur et à mesure des histoires de narrateurs divers, Roilant se demande si celui qu'il cherche est sous ses yeux. Finalement, Cyrion décide de rencontrer Roilant et de l'aider à découvrir la vérité à propos de sa cousine et future épouse.

## Personnages principaux
- Cyrion, héros du roman, connu de par le monde pour ses multiples aventures.
- Roilant, protagoniste recherchant Cyrion, noble plus ou moins aisé, et ayant des problèmes familiaux nécessitant l'aide d'un héros.

## Édition et traduction
- J'ai lu, traduction de Gérard Lebec, couverture de Tim White.